# اریکا بلانک
اریکا بلانک (انگلیسی: Erika Blanc؛ زادهٔ ۲۳ ژوئیهٔ ۱۹۴۲) بازیگر اهل ایتالیا است.

## گزیدهٔ نقش‌آفرینی‌ها

### سینما
- من ناپلئون را کشتم (۲۰۱۵)
- دربان برهنه (۱۹۷۶)
- کشتار (۱۹۷۵)
- چشم گربه (۱۹۷۵)
- آنجا که خورشید نمی‌تابد (۱۹۷۴)
- مرد خانواده (۱۹۷۴)
- سبزه، خوش‌هیکل، به‌دنبال مردی پولدار (۱۹۷۳)
- بکش کنار! الدورادو به ترینیتی می‌آید (۱۹۷۲)
- جنازه مو سرخ (۱۹۷۲)
- هفت ضربدر هفت (۱۹۶۸)
- آیا قهرمانان ما قادر به یافتن دوستشان که به طرز مرموزی در آفریقا ناپدید شده هستند؟ (۱۹۶۸)
- انتقام خانم مورگان (۱۹۶۵)
- جاسوسی در لیسبون (۱۹۶۵)
- نعلبکی بال‌دار (۱۹۶۴)

### تلویزیون
- افسون (۲۰۰۶–۲۰۰۴)